# Гайдарове (заказник)
Гайда́рове — ботанічний заказник місцевого значення в  Черкаському районі Черкаської області.

## Опис
Заказник площею 0,5 га розташовано біля с. Ліпляве. Створено з метою охорони місця зростання вовчих ягід пахучих (Daphne cneorum) і сону лучного (Pulsatilla pratensis), занесених до Червоної книги України.
Як об'єкт природно-заповідного фонду створено рішенням Черкаської обласної ради від 03.07.2002 р. № 3-8. Землекористувач або землевласник, у віданні якого перебуває заповідний об'єкт — Ліплявська сільська громада (як правонаступник Ліплявської сільської ради).

## Галерея

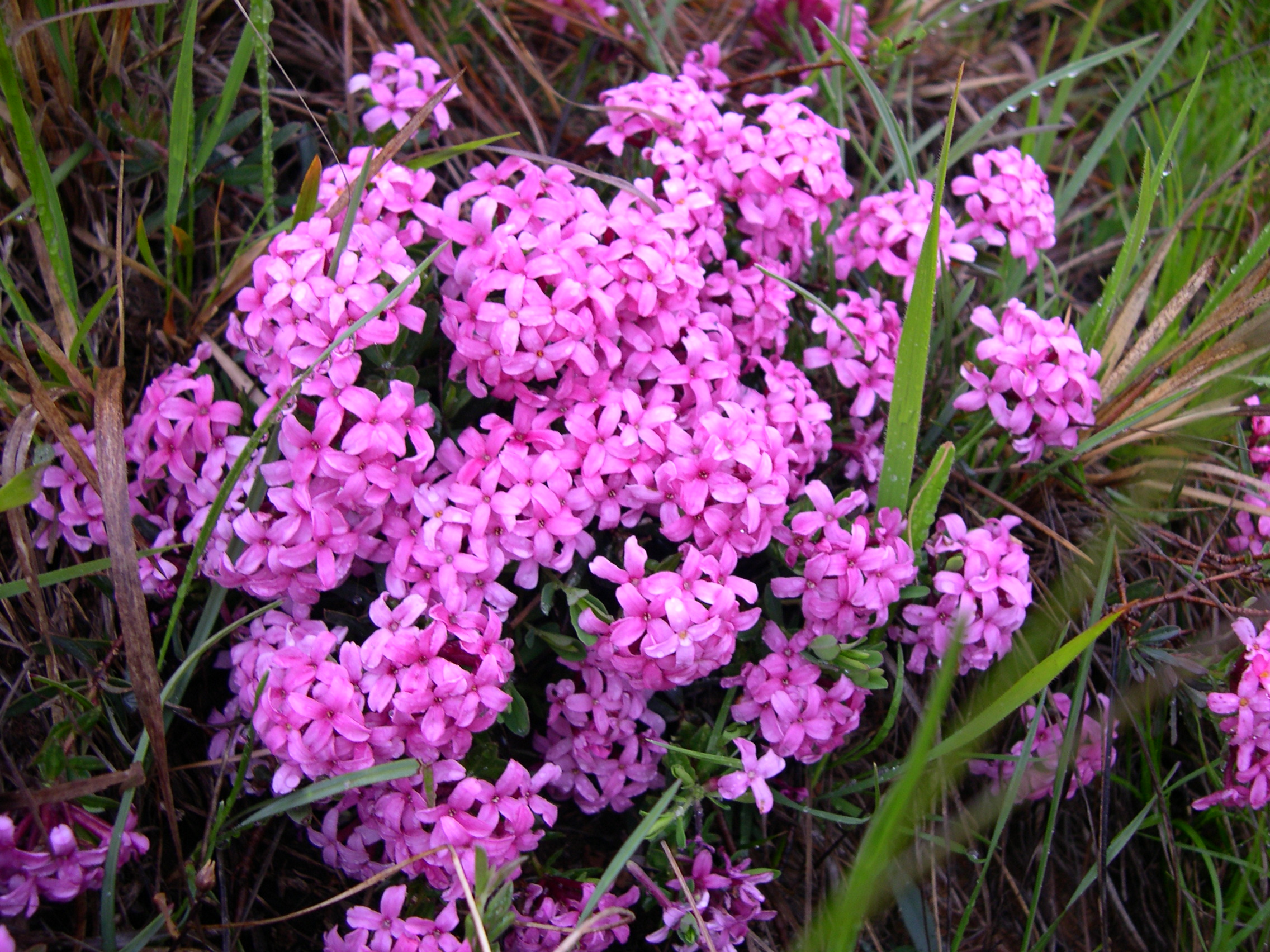
Вовчі ягоди пахучі
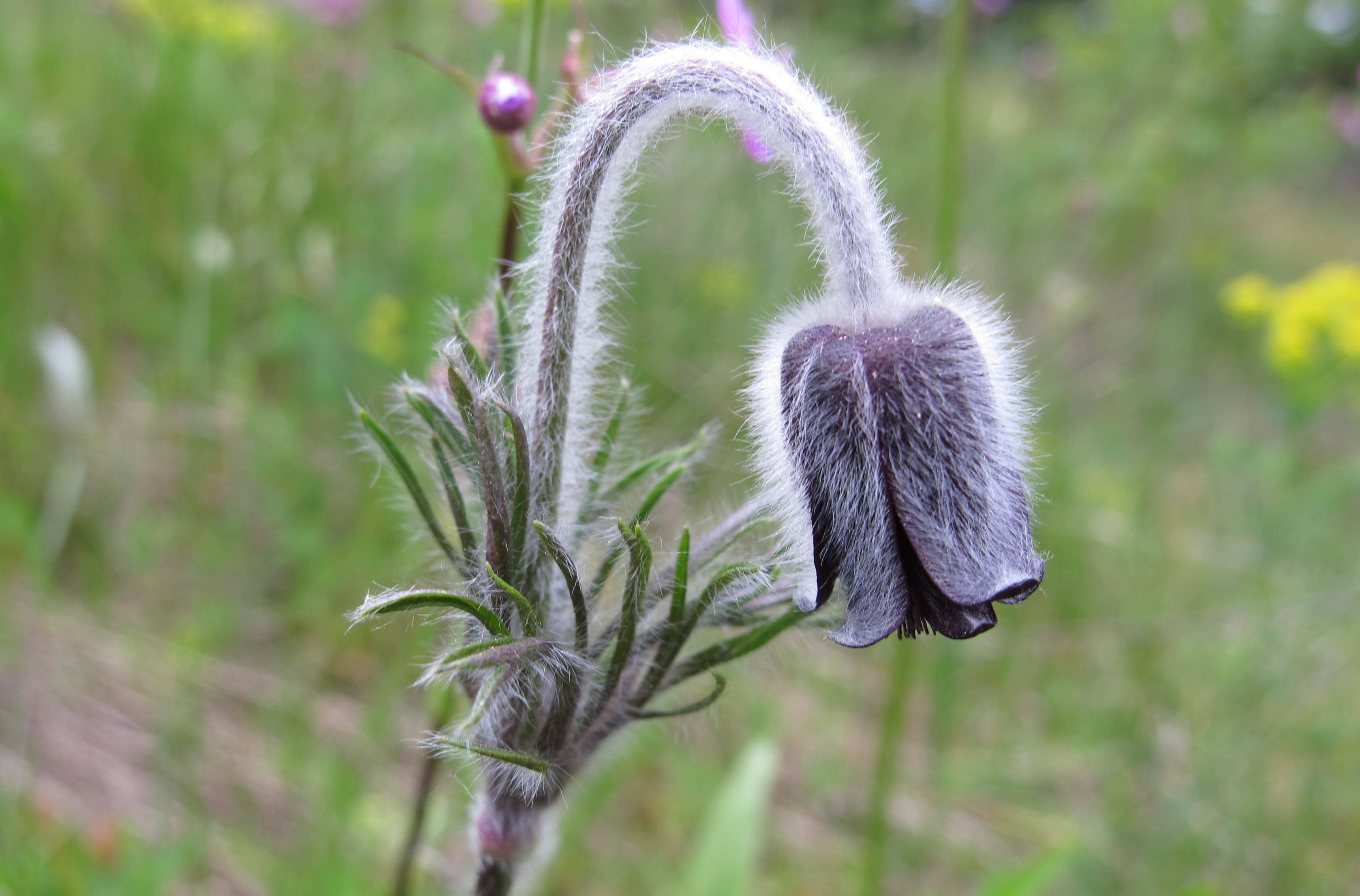
Сон лучний